# FCAR
FCAR (англ. Fc fragment of IgA receptor) – білок, який кодується однойменним геном, розташованим у людей на короткому плечі 19-ї хромосоми. Довжина поліпептидного ланцюга білка становить 287 амінокислот, а молекулярна маса — 32 265.
| 10         |  | 20         |  | 30         |  | 40         |  | 50         |
| ---------- |  | ---------- |  | ---------- |  | ---------- |  | ---------- |
| MDPKQTTLLC |  | LVLCLGQRIQ |  | AQEGDFPMPF |  | ISAKSSPVIP |  | LDGSVKIQCQ |
| AIREAYLTQL |  | MIIKNSTYRE |  | IGRRLKFWNE |  | TDPEFVIDHM |  | DANKAGRYQC |
| QYRIGHYRFR |  | YSDTLELVVT |  | GLYGKPFLSA |  | DRGLVLMPGE |  | NISLTCSSAH |
| IPFDRFSLAK |  | EGELSLPQHQ |  | SGEHPANFSL |  | GPVDLNVSGI |  | YRCYGWYNRS |
| PYLWSFPSNA |  | LELVVTDSIH |  | QDYTTQNLIR |  | MAVAGLVLVA |  | LLAILVENWH |
| SHTALNKEAS |  | ADVAEPSWSQ |  | QMCQPGLTFA |  | RTPSVCK    |  |            |

A: Аланін

C: Цистеїн

D: Аспарагінова кислота

E: Глутамінова кислота

F: Фенілаланін

G: Гліцин

H: Гістидин

I: Ізолейцин

K: Лізин

L: Лейцин

M: Метіонін

N: Аспарагін

P: Пролін

Q: Глутамін

R: Аргінін

S: Серин

T: Треонін

V: Валін

W: Триптофан

Кодований геном білок за функцією належить до рецепторів. 
Задіяний у такому біологічному процесі, як альтернативний сплайсинг. 
Локалізований у клітинній мембрані, мембрані.
Також секретований назовні.